# Autorail Mat '40
Matériel 1934
Les autorails Mat '40 (materieel 1940) ou DE5 (dieselvijf, diesel à cinq éléments) des Nederlandse Spoorwegen sont une série de 18 rames semi-articulées commandées en 1940. Ces autorails sont les plus grands jamais commandés aux Pays-Bas. Formant un train complet, ils pouvaient aussi circuler par deux ou combinés avec deux automotrices triples Mat '34.
Conçus pour assurer les trains de voyageurs rapides sur les lignes non-électrifiées, ces véhicules entrent en service en plein dans la tourmente de la guerre où plusieurs sont perdues et les autres sont retirés du service en 1974. Simultanément, les NS ont également mis au point des automotrices électriques fort proches qui sont également désignées Mat '40.

## Histoire

### Genèse
La première génération d'autorails diesel-électriques aérodynamiques : 40 rames doubles Mat '34 à châssis court et 8 rames Mat '37 à une seule caisse avait simultanément jeté les bases de nouvelles automotrices électriques Mat '35 et '36, un total de 98 rames construites en plusieurs versions partageant une série d'éléments avec les autorails thermiques. Leur entrée en service était allée de pair avec l'électrification de nombreuses grandes lignes, chassant les autorails de 1934 vers d'autres lignes où ils participent au déclin de la vapeur. Au début de 1940, les NS considéraient qu'une nouvelle génération d'autorails diesel était nécessaire pour circuler sur les axes Amsterdam / la Haye - Gronigue / Enschede, en complément des Mat '34.
Leur construction s'inscrit dans le cadre d'une commande massive visant à augmenter le nombre et la capacité des nouveaux trains automoteurs, fort populaires auprès des voyageurs. Retardée par l'occupation mais néanmoins réalisée dans son intégralité, la commande porte sur :
- 25 automotrices articulées à cinq éléments (ElD5) ;
- 15 automotrices à deux éléments (ElD2) ;
- 18 autorails diesel articulés à cinq éléments (DE5) ;
- 29 remorques avec cuisine et bagages pour compléter les Mat '36 articulées ;
- 37 remorques de troisième classe pour compléter toutes les Mat '36 triples ;
- 15 fourgons aérodynamiques pour le transport de courrier (Pec).

Les 40 automotrices Mat '40 sont prévues pour l'électrification de la ligne d'Amsterdam à Amersfoort prévue pour le début des années 1940. Les rames à cinq éléments reposent sur une structure fort proche.

### Mise au point
La conception des nouveaux autorails emprunte autant aux autorails Mat '34 qu'aux automotrices, articulées ou non, qui en sont issues. Ces rames à cinq éléments et celles à traction électriques sont capables d'assurer un train complet et reposent sur une structure semi-articulée avec trois véhicules liés par des bogies Jacobs et deux éléments indépendants dételables en atelier. Dans le cas des rames diesel, cette formule est particulièrement bienvenue car elle permet de remplacer la voiture portant les moteurs par une autre en cas d'entretien sans immobiliser toute la rame. L'élément moteur, capable de se déplacer par ses propres moyens lors de manœuvres au dépôt, est doté pour ce faire d'un petit poste de conduite.
Les moteurs Maybach G6 de 650 ch à 12 cylindres en V, regroupés dans la quatrième voiture, sont au nombre de trois possédant chacun leur génératrice et un turbocompresseur. La capacité des réservoirs est de 5 500 l ; le poids total rend nécessaire l'utilisation de bogies à trois essieux pour cette voiture. Il y a six moteurs de traction, construits par Heemaf ; profitant de la possibilité de répartir les moteurs de traction électriques à distance des moteurs diesel, les ingénieurs ont disposé un bogie moteur sous la cabine de conduite de chaque voiture pilote et répartissent les deux derniers moteurs de traction dans le bogie de l'élément moteur attenant à la voiture-pilote ABk donnant une disposition C' A1A'.
Tout comme les autorails triples de 1934, le ratio poids-puissance est seulement de 5,5 kW/t, contre 7 à 9 pour les automotrices électriques de 1935-1940 en configuration d'origine. En service, il leur fallait souvent plusieurs kilomètres pour atteindre leur vitesse de croisière ce qui n'empêcha pas la rame 51 d'atteindre 172 km/h lors d'un parcours d'essais en avril 1940. Afin de pouvoir circuler à leur vitesse maximale autorisée de 160 km/h sans augmenter la distance de freinage, les bogies des rames diesel et électriques sont pourvus de patins de freins électromagnétiques ; en pratique, la stabilité de ces nouveaux bogies construits par Werkspoor se montrera décevante et les NS limiteront leur vitesse à 125 km/h.
Les cabines de conduite des Mat '40 diesel et électriques sont dotées de pare-brises agrandis afin de donner aux voyageurs une vue plongeante sur la voie grâce à une cloison largement vitrée en arrière du conducteur, selon une disposition créée pour les huit autorails omBC de 1937. Les voyageurs de troisième classe peuvent également en profiter, ce qui n'est pas le cas à bord des automotrices. Vers 1950, cette cloison sera occultée car elle représentait un danger en cas de collision.

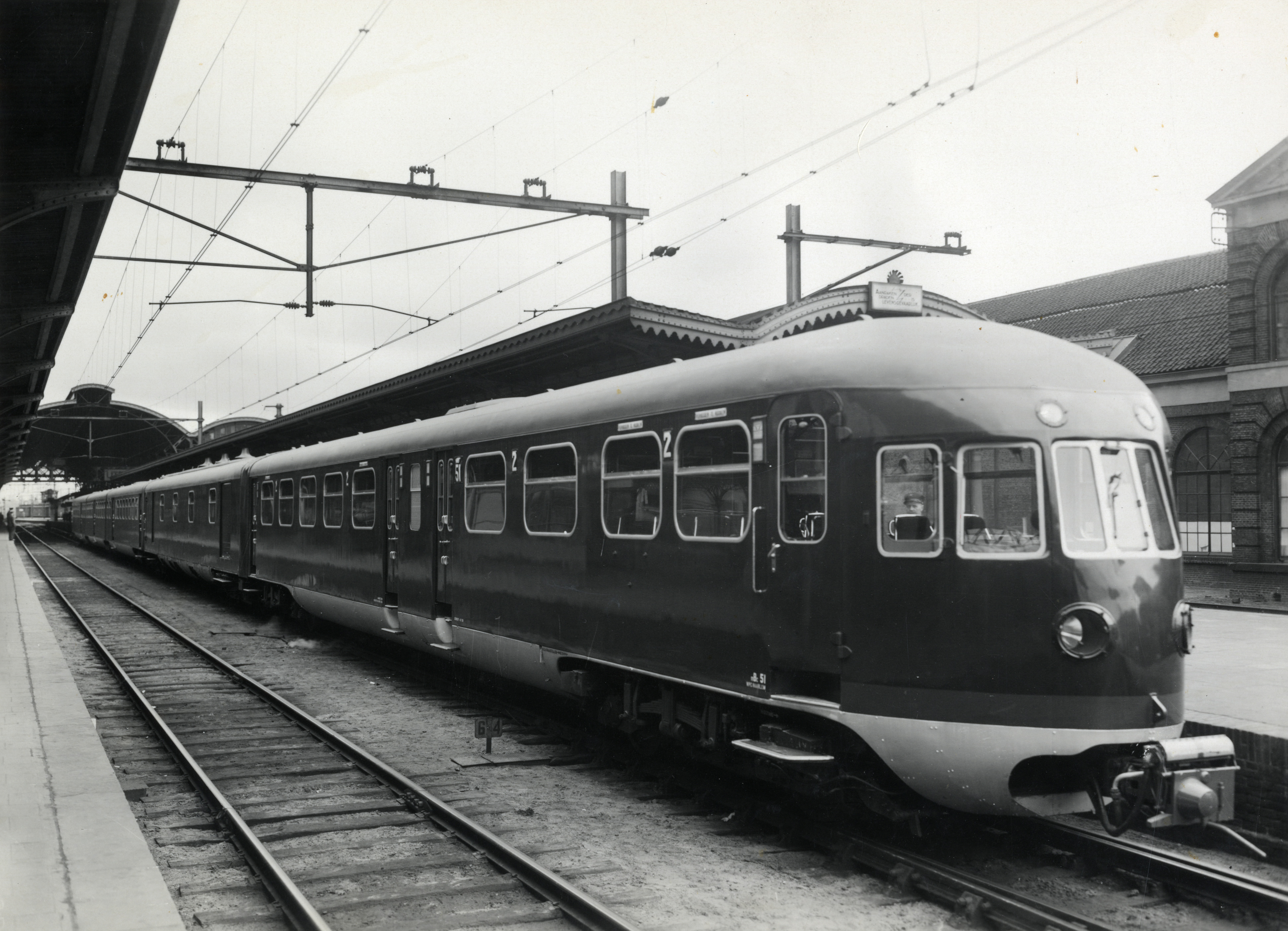
La rame 51 à Utrecht en 1940.
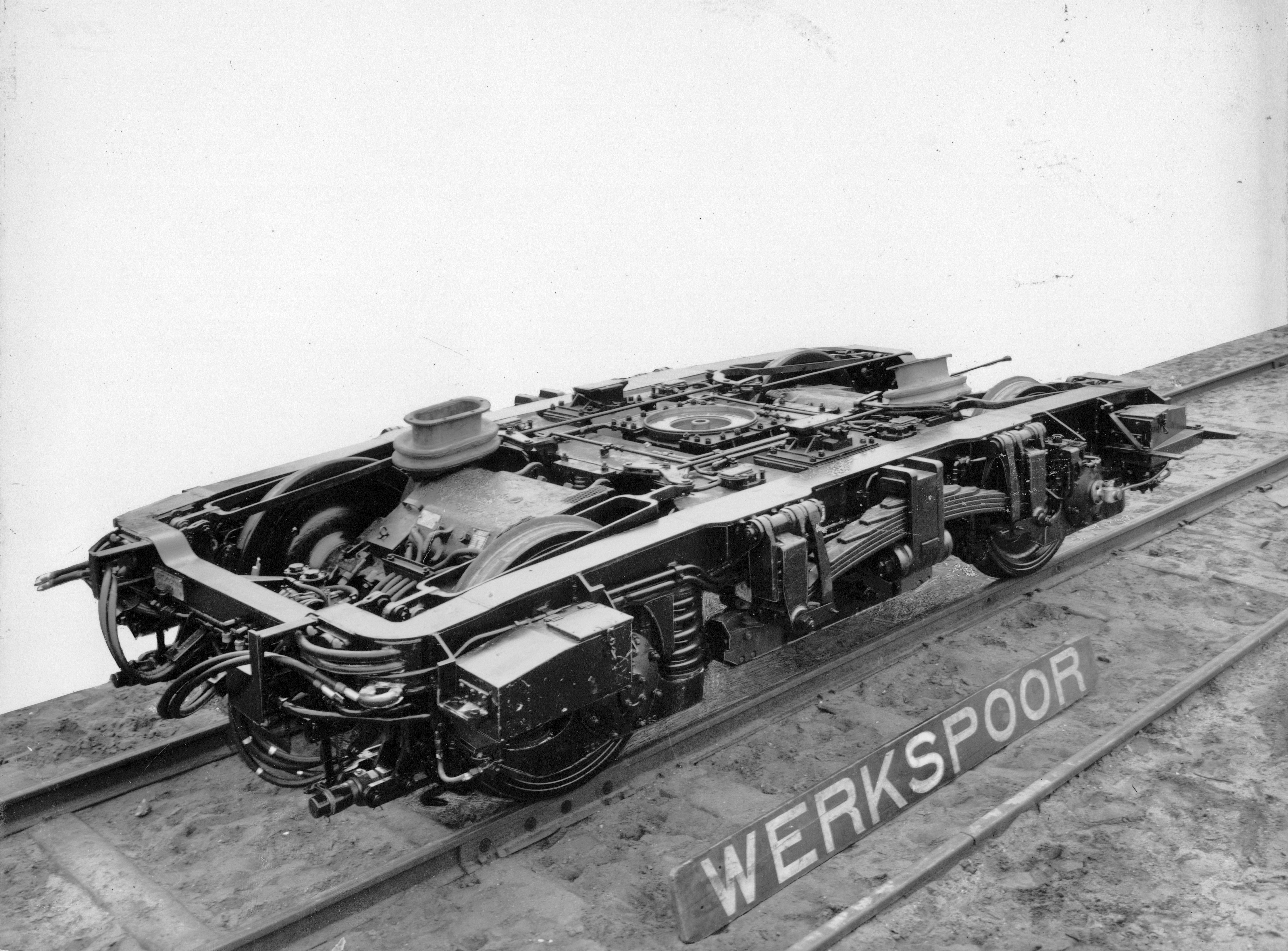
Bogie moteur d'une voiture de tête.
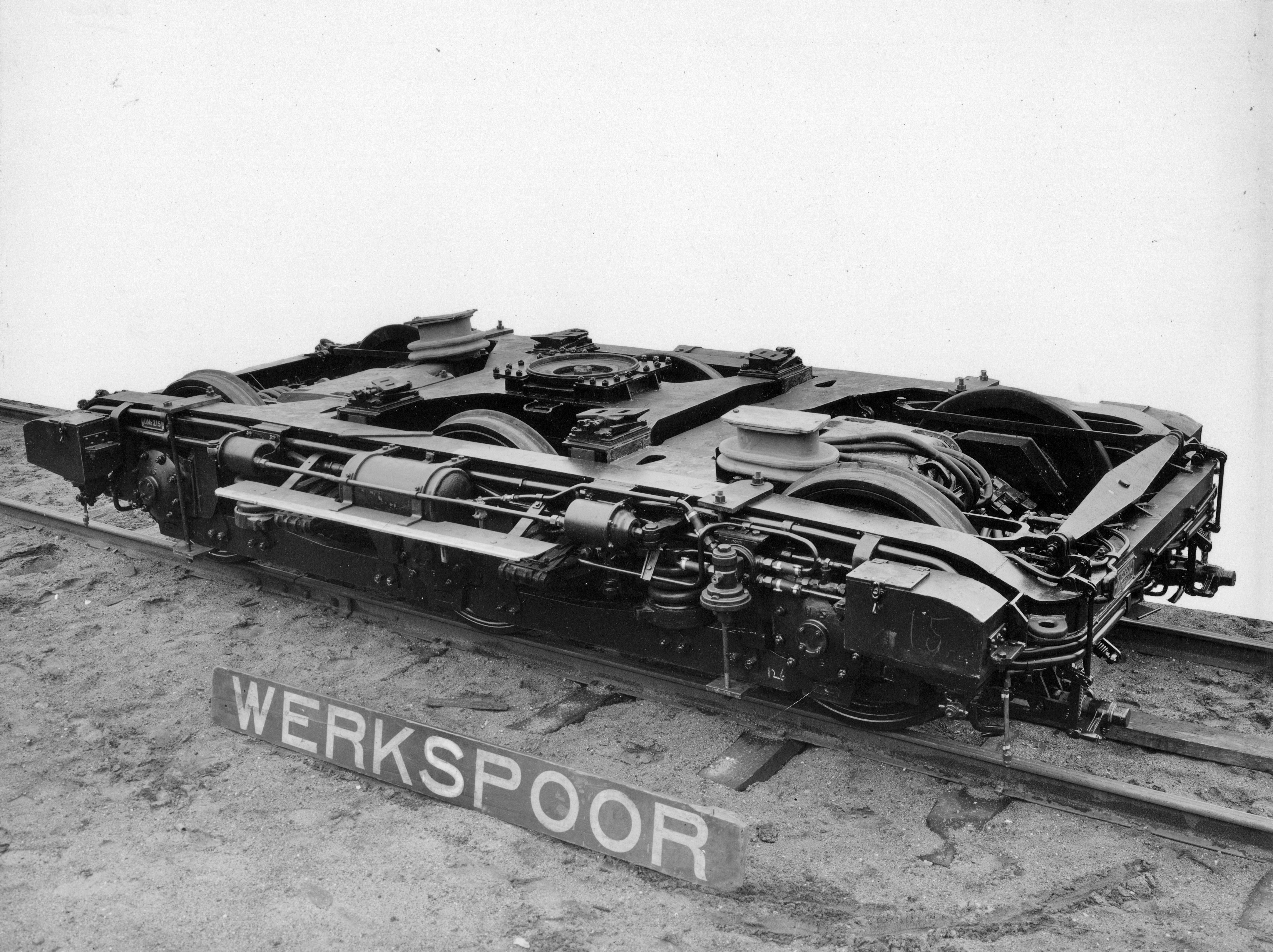
Bogie moteur à trois essieux.
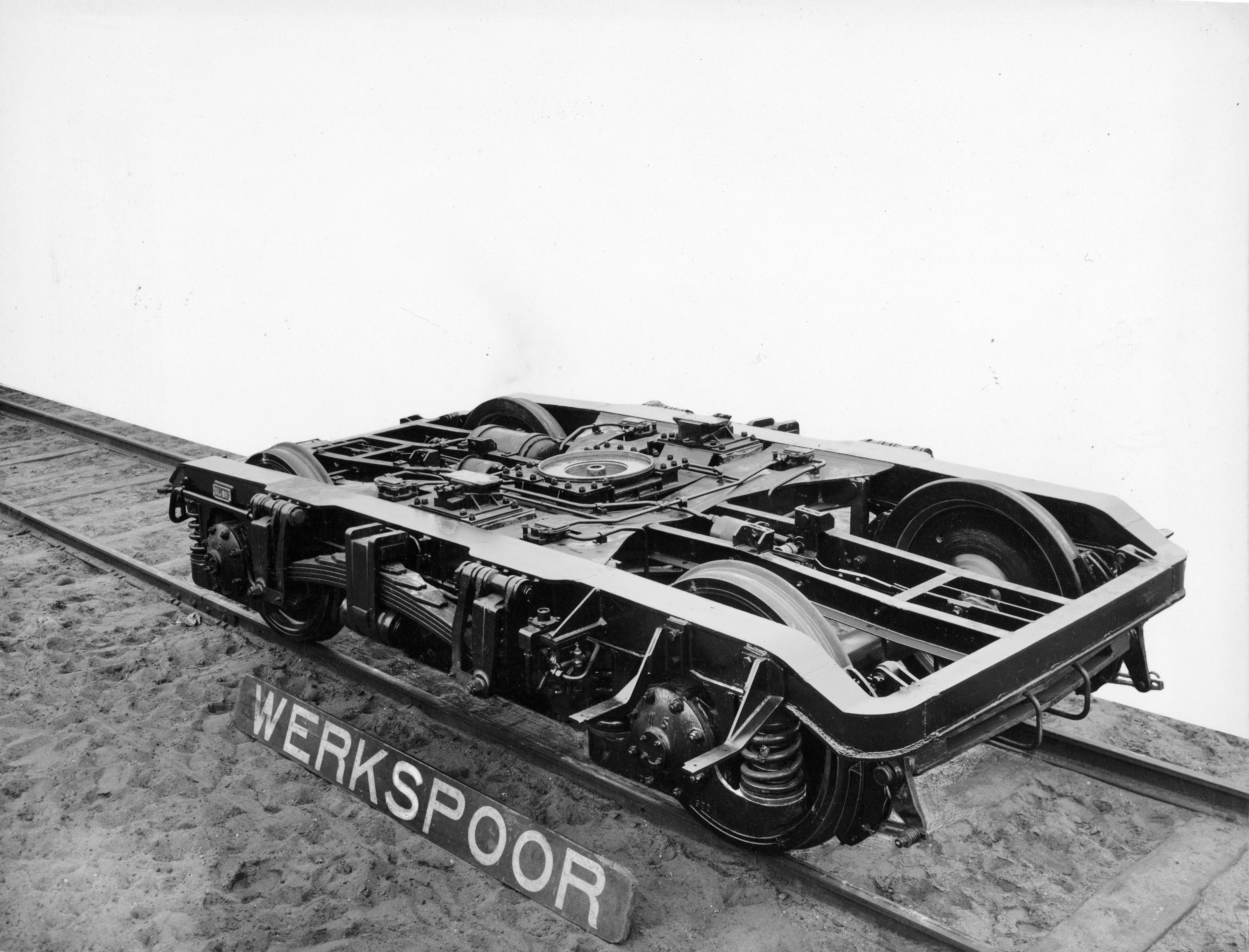
Bogie porteur à deux essieux.
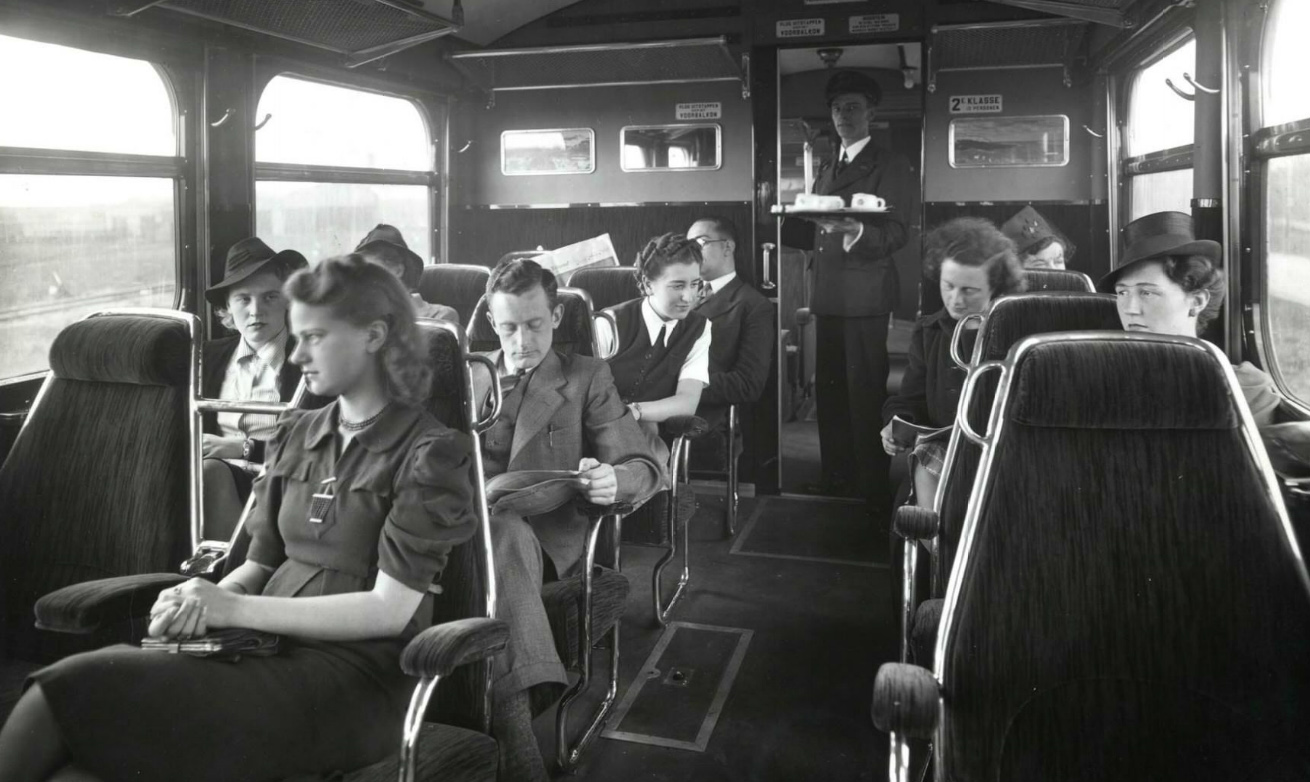
Salon panoramique de deuxième classe.
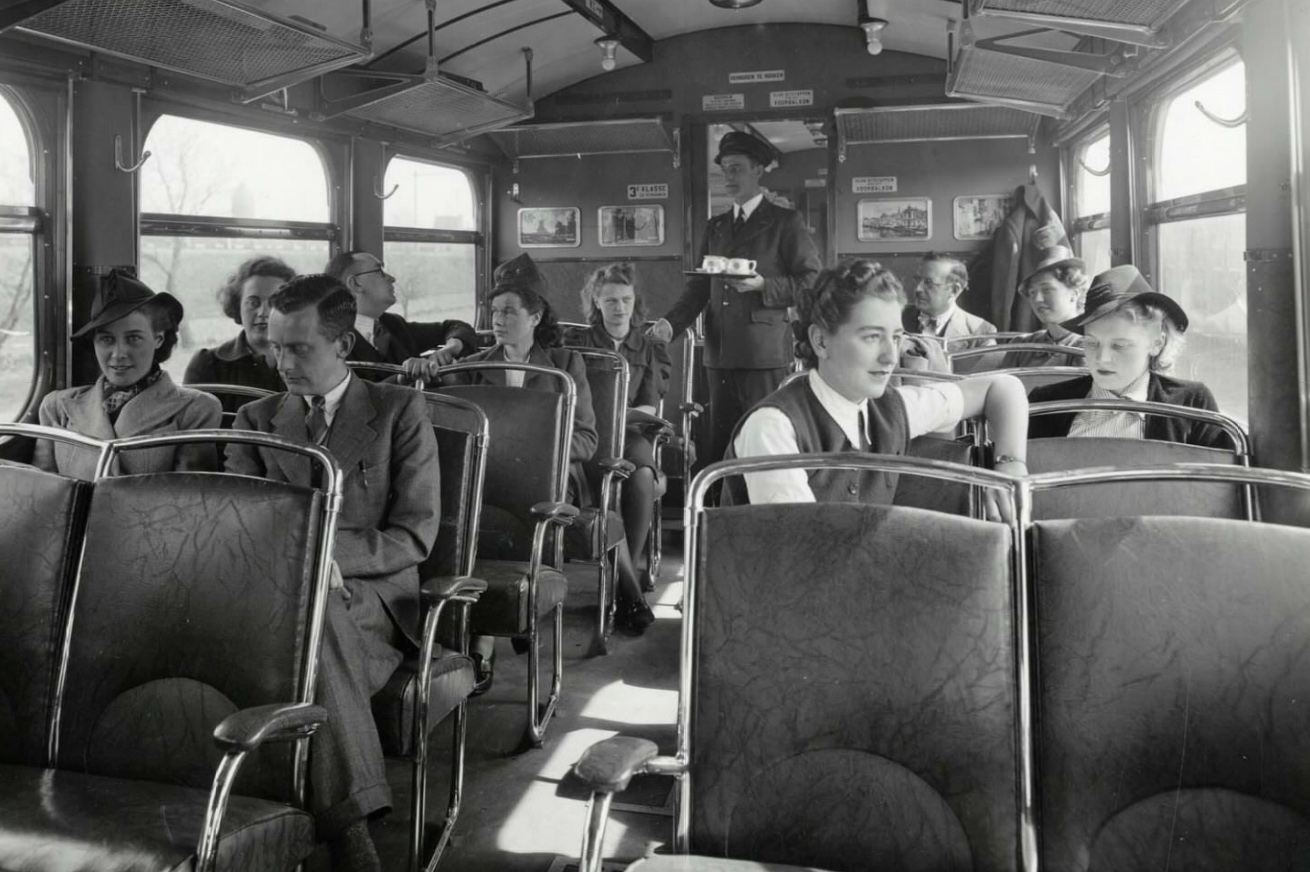
Salon panoramique de troisième classe.

Les autorails quintuples sont composés comme suit,, :
- une motrice Ck avec une cabine de conduite, une salle panoramique de 20 places de 3e classe suivie par une salle de 32 places en vis-à-vis, deux toilettes, un grand vestibule et une salle de 24 places ;
- une remorque Coo avec une salle de 32 places et une de 40 encadrant un grand vestibule d'accès ;
- une remorque Co avec une salle de 16 places, un grand vestibule, une salle de 52 places dont 28 équipées de tables pour la restauration, d'un local de service et d'une petite plateforme d'accès ;
- une remorque motorisée mD avec en son centre la salle des machines et à une extrémité la cuisine ainsi qu'un compartiment postal ou à bagages et de l'autre un plus grand compartiment à bagages et le poste de conduite auxiliaire ;
- une motrice ABk avec une cabine, une salle de 9 places de 1re classe sur des banquettes faisant face à la cloison vitrée, 12 places de première dotée de grands fauteuils en vis-à-vis, puis un double vestibule avec deux toilettes en son centre suivi par cinq compartiments cloisonnés de 2e classe totalisant 28 places (les compartiments extrêmes ayant un siège de moins en raison de la courbure du couloir vers les plateformes d'accès.

Afin de gagner de l'espace, l'intercirculation de part et d'autre de la remorque motrice est décalée sur un côté. Malgré leur parenté évidente, aucun véhicule n'est semblable à ceux des Mat '40 électriques à cinq éléments. La commande passé fin 1939 comprend 18 rames complètes, à numéroter 51-67 mais aussi deux voitures-motrices supplémentaires 70 et 71 pour faire face à la défaillance d'une partie de la flotte, la motorisation Maybach de leurs prédécesseurs de 1934 ayant souffert de nombreuses maladies de jeunesse.

### Seconde guerre mondiale
Les premiers autorails Mat '40 entrent en service en mai 1940 et sont engagés sur des trains au départ d'Amsterdam ou la Haye à destination de Gronigue via Amersfoort et Zwolle. L'occupation allemande bouleverse rapidement ces plans et entraine le rationnement du carburant, néanmoins la série est entièrement livrée avant la fin de l'année 1941.
Durant la guerre les Allemands, qui ont fabriqué les moteurs diesel des DE5, trouvent une autre utilisation à ces autorails de vitesse : les motrices (et parfois la voiture pilote attenante) sont découplées de leur rame et envoyées vers les bases navales de toute l'Europe pour servir de générateurs produisant de l'électricité utilisée notamment pour la démagnétisation des sous-marins et navires de guerre ; les autorails français TAR connaîtront le même sort.
Généralement demeurées aux Pays-Bas, les remorques ne roulent pas et subissent de plein fouet le bombardement des gares de triage et dépôts de locomotives durant les derniers mois du conflit. Après le rapatriement des véhicules retrouvés à l'étranger, de très nombreuses rames sont incomplètes et doivent être recombinées.
L'entièreté des rames 59 et 66, la motrice des 62 et 70, les jeux de remorques de 3e classe des 51, 54, 65 et 68 et les motrices de 2e classe des 51 et 65 sont portés manquants ou jugés irréparables. Les moteurs Maybach étant en triste état et sans possibilité de disposer de pièces de rechange, un nouveau moteur Werkspoor RUB 1612 à 12 cylindres en V sera installé à partir de 1950. Disposés par trois, leur puissance est inchangée.
Après-guerre, 12 rames complètes peuvent être reconstituées. Il reste encore 4 motrices et trois ABk en bon état. Les NS choisiront de réutiliser les jeux de remorques issus de deux automotrices Mat '40 pour lesquelles aucune motrice électrique de remplacement n'était disponible, donnant naissance à deux rames dont les dimensions et le nombre de places assises diffère du reste de la série. L'ex-motrice CDk est reconstruite en supprimant le compartiment à bagages au profit de deux toilettes, un second petit vestibule et une salle de 3e classe éclairée par trois grandes fenêtres ; la remorque Coo est permutée de 180° et la Co est dotée d'une intercirculation décalée, compatible avec celle de la motrice diesel, ce qui impose la suppression de quatre banquettes.
Les 12 rames en configuration d'origine sont renumérotées 51 à 62 et les deux sorties d'atelier en 1953 avec des remorques de Mat '40 électriques sont numérotées 71 et 72. Il subsiste toujours un total de deux motrices surnuméraires, permettant une rotation comme prévu avant-guerre. Elles sont renumérotées 181-192 et 169-197 en 1952.

### Fin de carrière et préservation
La première rame réparée entre en service en juillet 1946 ; il faut attendre 1953 pour disposer de 14 autorails. Elles sont d'abord affectées à des lignes dont la caténaire est hors d'usage puis sur des trains vers Flessingue, puis Arnhem, Nimègue, Bergen-op-Zoon, Enkhuizen, Ruremonde, Enschede et quelques dessertes en remplacement de trains à vapeur sur des lignes qui seront rapidement électrifiées. La 184, coupée du monde par le raz-de-marée en mer du Nord du 31 janvier 1953 sera le seul train de voyageurs en service de toute la presque île de Zélande, exécutant un service exemplaire entre Flessingue et Goes du 1er février au 20 mai 1953 parcourant un total de 250 000 km. Utilisées entre-elles ou avec des Mat '34, elles voient leur rayon d'action se restreindre avec l'électrification en 1957 des lignes de Rosendael à Flessingue.
Le refroidissement de la salle des machines a toujours été une affaire compliquée et occupera même à plein temps un technicien présent à bord à la fin de leur carrière. La motrice 195 est dotée en 1953 d'un système de ventilation forcée en toiture et d'une nouvelle installations de pompe à carburant. Malgré le succès de cette installation, utilisée sur les futurs autorails Trans-Europ-Express hollando-suisses RAm / DE4 à moteur RUB 1612, la 195 restera seule en son genre.
Encore peintes en livrée d'origine, elles troquent leur peinture vert foncé contre du bleu moyen à partir de 1954 endossant ainsi la même livrée que les "Anges bleus" DE 1 et DE 2. Comme ces derniers, elles changent pour la nouvelle livrée "autorails" rouge avec une moustache ajourée beige à partir des années 1960 ; quelques-unes ont néanmoins conservé un temps leur robe bleue avec les nouvelles moustaches. En fin de carrière, elles arborent comme toutes les automotrices des NS trois bandes diagonales bleu clair prévues pour servir de support à des publicités.
Quatre rames sont mises hors-service à la suite d'accidents survienus dans les années 1960-1970 :
- le 14 août 1964, la rame 184 est percutée par une locomotive de marchandises à Utrecht. La voiture ABk détruite sera remplacée par celle de la rame 192[3] ;
- le 31 août 1964 à proximité du pont sur l'IJssel à Westervoort, un train de voyageurs allemand remorqué par une locomotive série V 200 manque l'arrêt à un signal et prend en écharpe l'autorail 192 dont les voitures de tête s'empilent[5]. 5 personnes perdent la vie et quatre voitures, dont la motrice prototype 195, sont ferraillées ;
- la motrice de la rame 183 prend feu en 1966 à cause d'un court-circuit qui ne cause heureusement pas de victime ; les deux éléments endommagés seront réparés ;
- les 189 et 187, victimes de collisions à des passages à niveau en 1974 ne sont pas réparées en raison de l'imminence de leur retrait généralisé ; à l'issue du premier accident, deux éléments de la 189 avaient pris place dans la 187.

Elles finissent leur vie sur les lignes d'Arnhem à Winterswijk et d'Amsterdam à Enkhuizen. L'électrification de cette dernière en mai 1974 met fin à leur carrière le 24 de ce mois.
Malgré la volonté des amateurs de conserver au-moins un exemplaire ou à la rigueur un groupe moteur-génératrice, toutes les rames Mat '40 ont été envoyées à la démolition en 1975-1976.

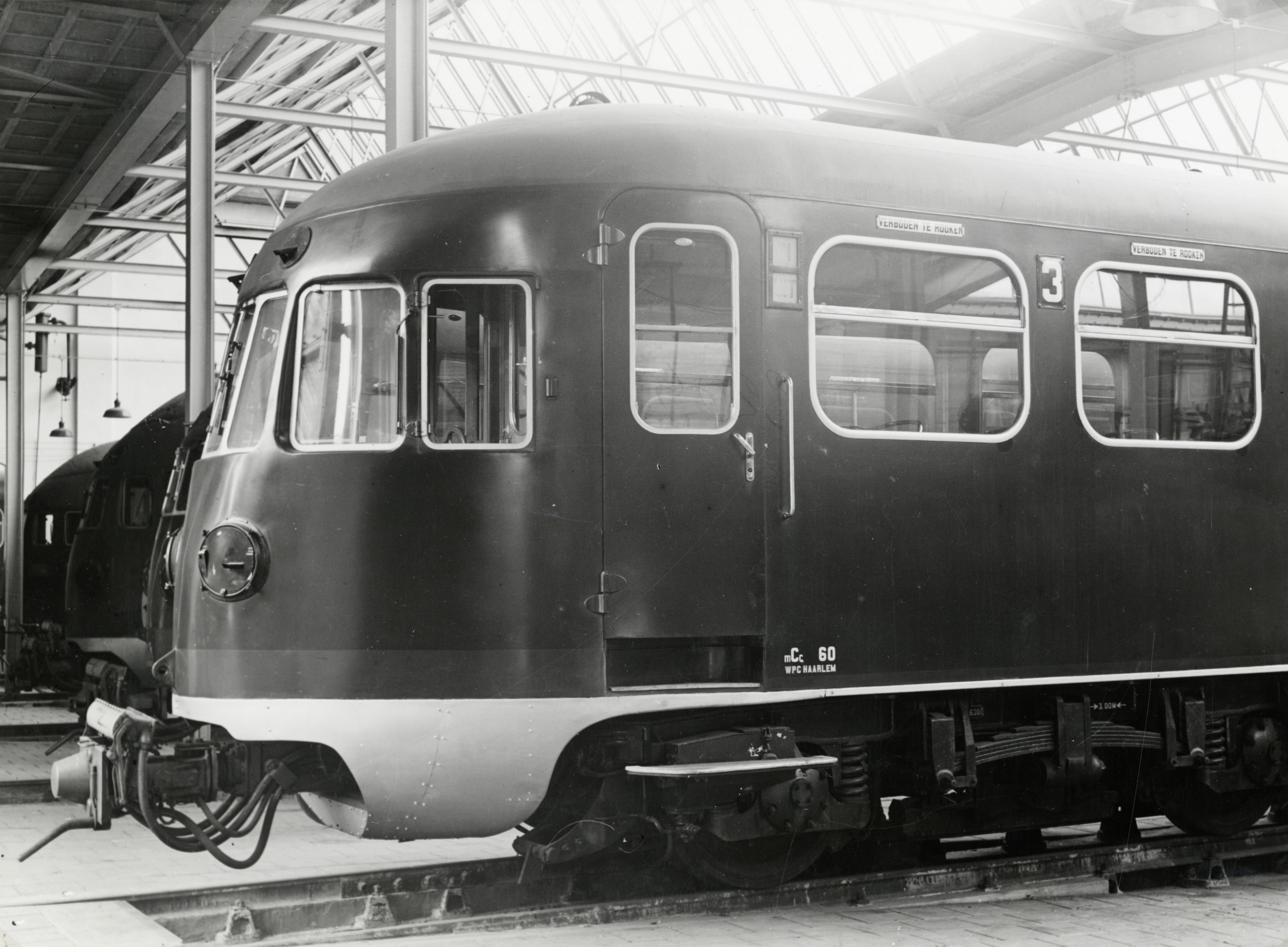
À Utrecht en 1941 (phares occultés).
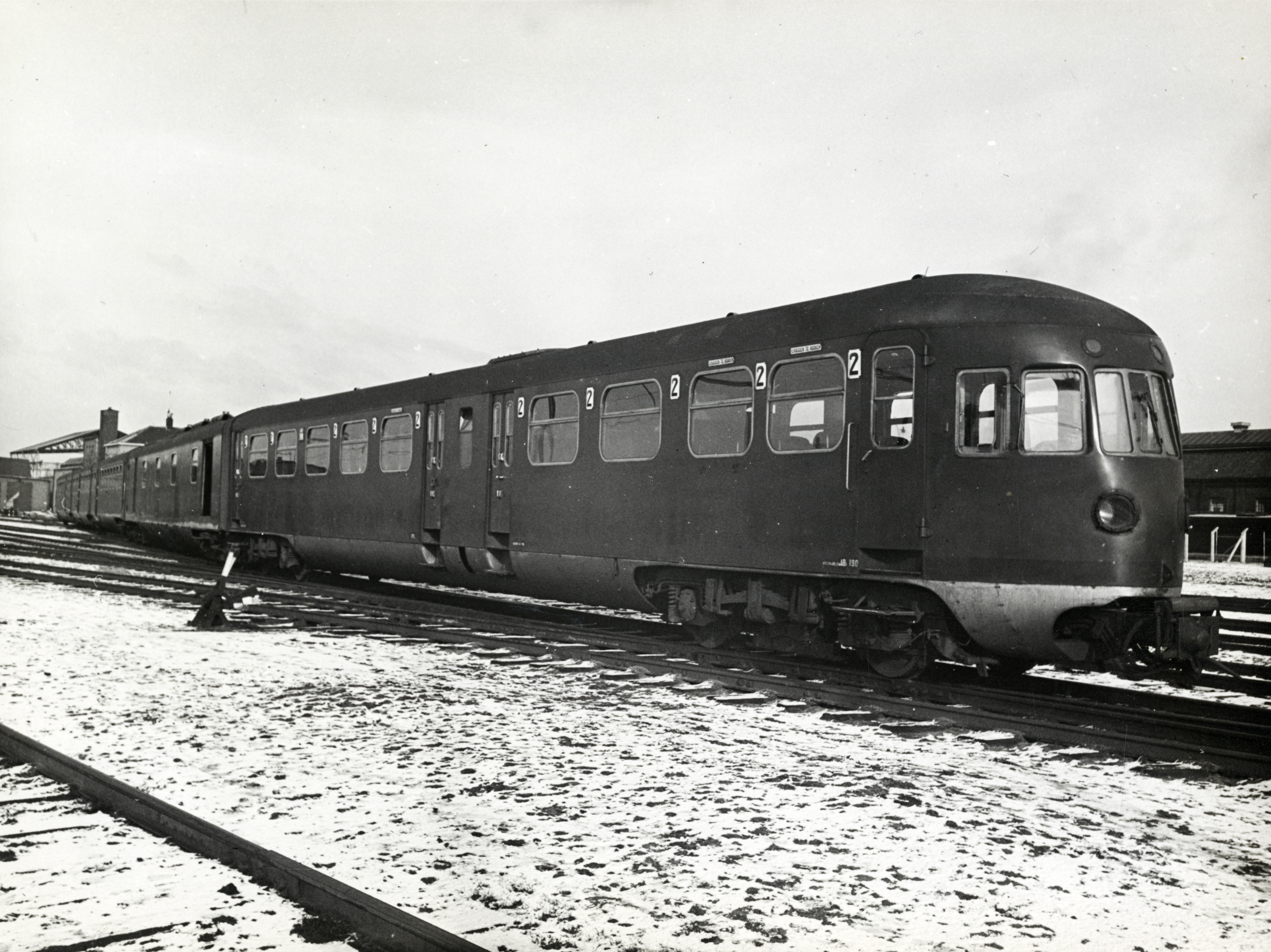
La 190 à Utrecht en 1953.
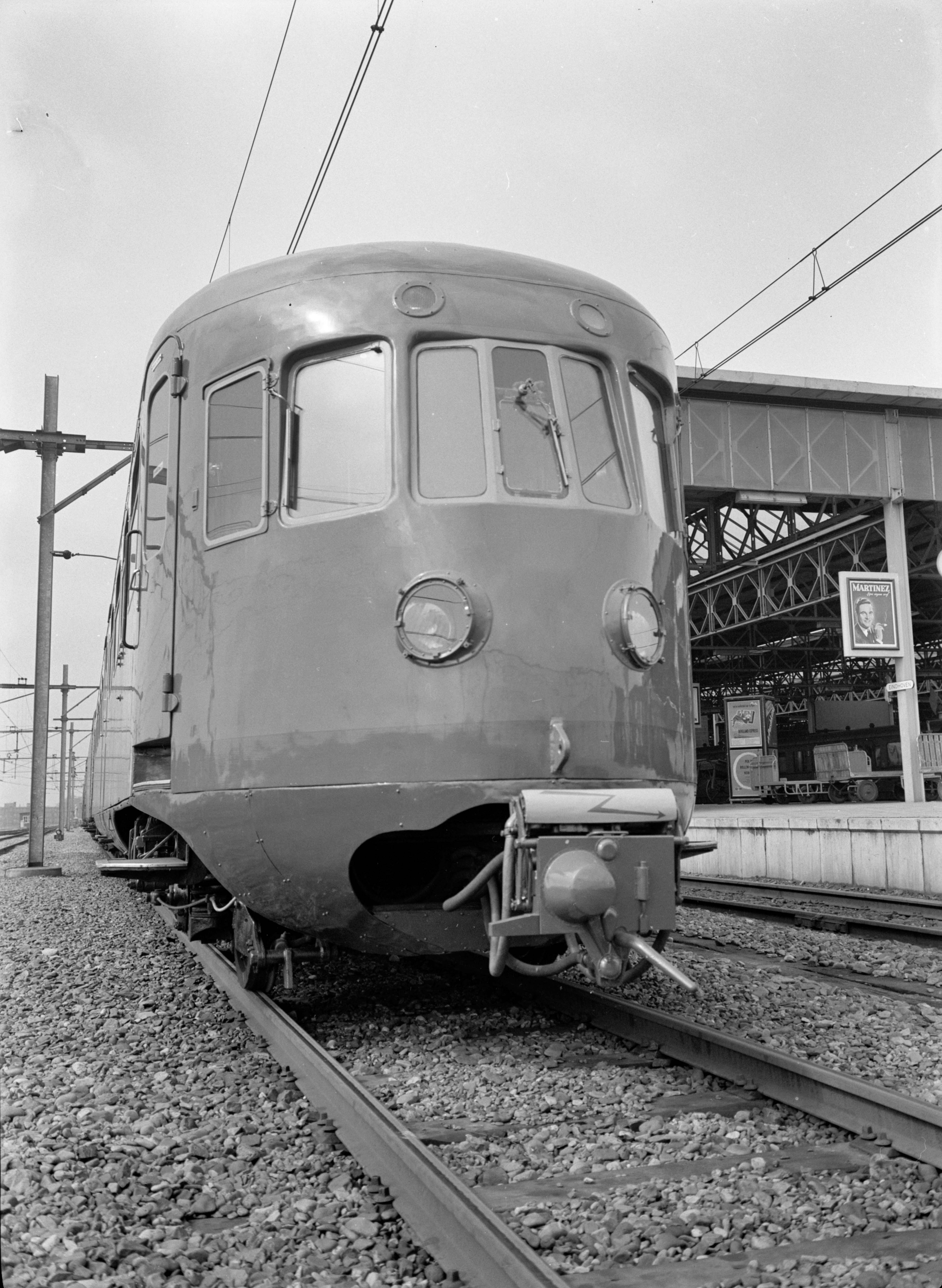
Rame en livrée bleu clair.
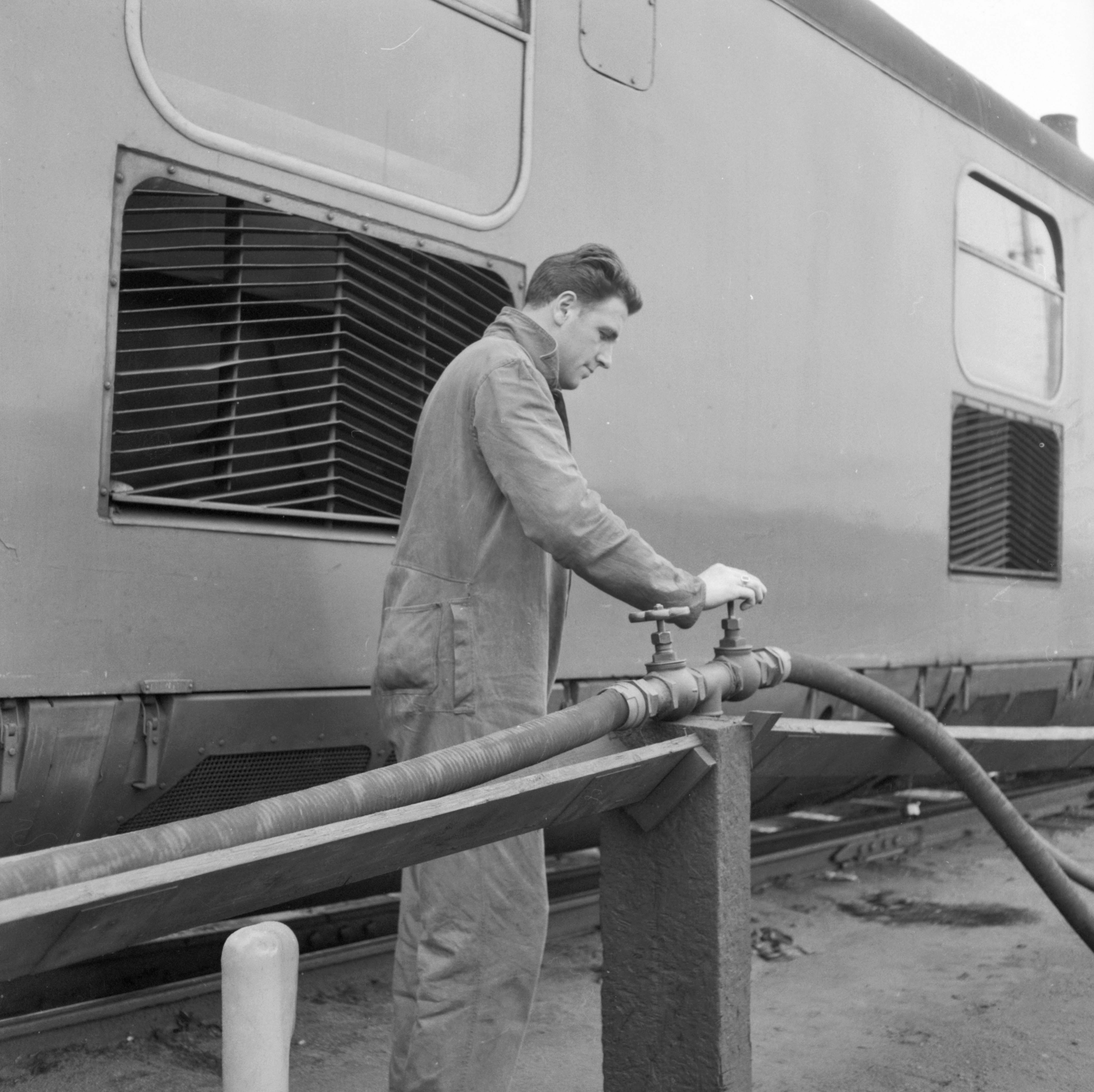
Remplissage des réservoirs (1960).
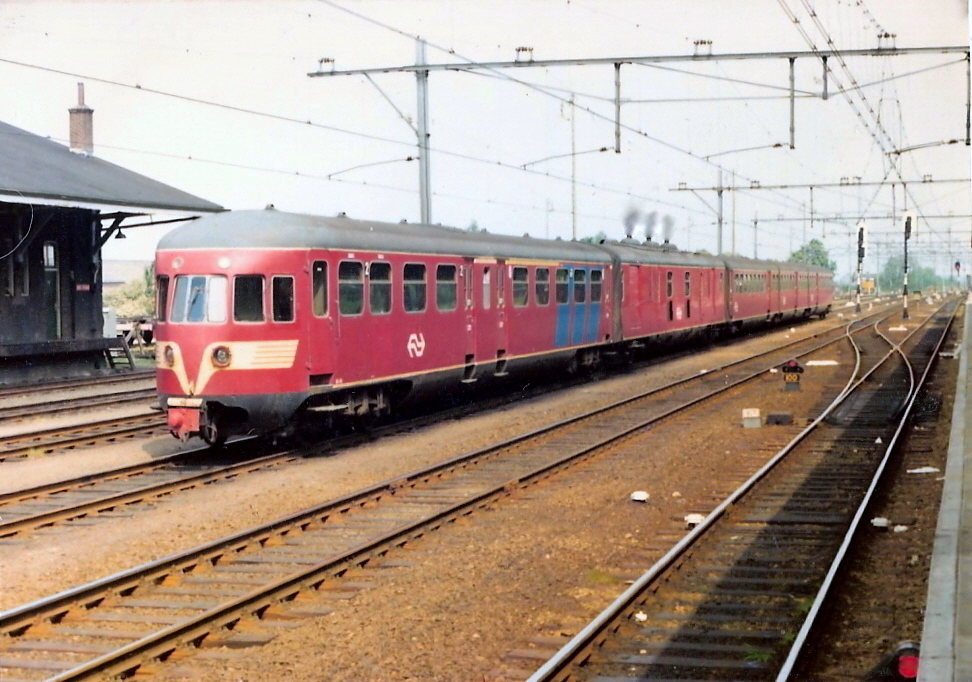
Un mois avant la fin de leur carrière (avril 1974).